# Ханицио
Ханицио (исп. Isla de Janitzio) — остров и одноимённый город (исп. Janitzio), находящиеся в мексиканском штате Мичоакан, на озере Пацкуаро, расположенном на высоте 2035 м над уровнем моря.

## Общие сведения
Остров представляет из себя холм, на вершине которого воздвигнута 40-метровая статуя национального героя Мексики Хосе Марии Морелоса — одного из лидеров борьбы за независимость Мексики, убитого испанцами в 1815 году. Внутри статуи находится лестница, по которой можно подняться наверх до самого поднятого кулака, откуда открывается красивый вид на озеро и близлежащие острова. Стены внутри статуи украшены картинами художника Рамона Альбы де ла Канала.
До острова можно добраться только по воде — от города Пацкуаро туда регулярно в течение дня плавают небольшие корабли. Подплывая к острову, можно увидеть, как демонстрируют своё искусство местные рыбаки, которые на лодках ловят рыбу с помощью сетей в форме бабочек. Ловля местной «белой рыбы» была основным промыслом для многих поколений рыбаков, живущих на острове. В последнее время, правда, запасы рыбы в озере уменьшились, и некоторые местные рыбаки переместились в районы Аляски, Британской Колумбии и штата Вашингтон.
От причала на вершину холма ведут узкие извилистые улицы с большим количеством магазинов, торгующих сувенирами, текстилем и другими местными изделиями. Около четверти местного населения не говорят по-испански, а только на местном индейском языке пурепеча (Purépecha).
Ханицио — одно из самых известных мест в Мексике, где 2 ноября отмечается День Мёртвых (исп. Día de los Muertos).

## Галерея
- Узкая улочка, ведущая к вершине холма
- Дома в Ханицио на склоне холма
- Рыбаки демонстрируют своё искусство